# Maison Gregersen
La Maison Gregersen (en hongrois : Gregersen-ház) est un édifice situé dans le 9e arrondissement de Budapest.